# Змај (ваздухоплов)
Змај је ваздухоплов једноставне конструкције која се састоји од металног костура преко кога је разапето платно. Пилот виси у везама испод крила и контролише лет мењањем положаја тежишта.
Облик крила је троугласти, односно у облику грчког слова делта, због чега се некад зову делта крила. Обзиром да нема сопствени погон, пилот змаја једри ваздушним струјама тражећи повољне термичке струје које му обезбеђују успон и даљи долет. Ради обезбеђења што мањег трења са ваздухом се током лета обично користи хоризонталан положај тела.
Могуће су и значајно комплексније конструкције, када се костур конципира као троколица на коју је монтиран змај. Тада је седиште пилота причвршћено за конструкцију, а позади је мотор са великим елисама које обезбеђују погон. Приватни конструктори су веома често као мотор користили неки једноставан двотактни мотор из јефтиних аутомобила. Уобичајен назив за овакве ваздухоплове је моторни змај. Постоје модели предвиђени за две особе.